# قریه ریمه (روستا)
 قریه ریمه  به عربی ( قَریَة ریمة )، روستایی است در دهستان 
```
بَنی مطر
  از توابع استان   
استان صَنعاء
   در کشور 
یمن
 در 
شبه جزیره عربستان
.
```

## جمعیت
جمعیت آن (۷۰ ) نفر (۶ خانوار) می‌باشد.